# Хисен Джемаили
Хисен Джемаили (на албански: Hisen Xhemaili; на македонска литературна норма: Хисен Џемаили) е политик от Северна Македония.

## Биография
Роден е на 9 февруари 1976 г. в тетовското село Вейце. Основно образование завършва в родното си село, а средно в Тетово. През 1999 г. завършва история и география в Университета „Луидя Гуракучи“ в Шкодра, Албания. Джемаили е един от основателите на Демократичния съюз за интеграция. Член е на Генералния съвет и по-късно на Централното председателство на партията. От 2002 г. работи като директор на Службата за устройствени и информационни услуги на Министерството на околната среда и устройственото планиране. През 2006 г. е общински инспектор в община Тетово, а след това е ръководител на Сектора за инспекционен надзор в общината. Депутат в Събранието на Северна Македония от 2008 до 2011 г. В периода 2013 – 2017 г. е председател на Общинския съвет на община Тетово. На 1 септември 2019 г. е назначен за министър без ресор, отговарящ за подобряване на инвестиционния климат на местните предприятия.